# 女神の鬼
『女神の鬼』（メガミノオニ）は、田中宏による日本の漫画作品。『週刊ヤングマガジン』（講談社）2004年52号に第0話を掲載後、2005年21・22合併号から2014年34号まで連載された。
『BADBOYS』と続編『BADBOYS グレアー』のスピンオフ作品で、両作より以前の時代となる昭和50年代の広島市を舞台に、「王様」になることを夢見る少年ギッチョと「鬼」と呼ばれる更生不能の不良少年たちの姿を描いている。シリーズ本編のストーリーと直接関わりはないが舞台設定は受け継いでおり、本編に登場したキャラクターも度々現れる。また『莫逆家族』ともわずかながらリンクしている。
本作の連載中、旧広島市民球場が現役で稼働していた時期には、球場のライトスタンドに本作の看板が掲げられていた。

## 物語

### 1979年
一男三女の母子家庭・佐川家の末弟である義（ギッチョ）は、「王様を目指せ」という祖父の教えを守り、小学校の同級生と共に毎日喧嘩に明け暮れていた。10月、ギッチョ達は地元黒ヶ丘で開かれる「鬼祭り」にて、鬼に扮していた不良中学生、原真清と花山靖に出会う。自分よりも年上の暴走族数名を圧倒する二人の姿に憧れを抱いたギッチョはより激しく王様を志すようになり、家庭の事情で転校していった先でも仲間たちと喧嘩を繰り広げ、同じく「王様」を自称する白音小学校の金田勝一の存在を知る。
一方真清と花山は、その図抜けた強さと誰にも制御できない凶暴性から味方がほとんどなく、周囲のあらゆる不良少年の標的となっていた。11月3日夜、二人を制裁できないことに業を煮やした初代陴威窠斗のメンバー・雛石顕治は、同じく二人との因縁が深い北丸蛍の女の耳を切り落とし、その罪を真清と花山になすりつけた。それを知らない北丸は仲間を集めて二人の命を狙い、真清も花山も圧倒的な戦闘力でこれを撃退するが、騒動が深刻になりすぎたことから警察が介入。11月4日、広島中が広島東洋カープ初の日本一に沸き立つ中、抗争に関わっていた少年たちは全員検挙され広島から姿を消した。

### 1983年
ギッチョ達は中学2年生となり、陴威窠斗の一員になった金田を倒すべく、小学校以来の付き合いである朝子が止めるのも聞かず夜な夜な街へ繰り出し、喧嘩に身を投じていた。7月のある夜、極楽蝶四代目の三浦と中尾により強引にチームに引き込まれたギッチョは、自分が極楽蝶を乗っ取って五代目になると宣言し、三浦たちのコレクションにあった赤いCBXを強奪。そのCBXが陴威窠斗五代目・内海鄭司の愛車を盗難したものだったことから内海との縁が生まれ、廣島連合と陴威窠斗の衝突、その裏に渦巻く裏切りの抗争、「濁りの巣」での決戦へと踏み込んでゆく。
内海がこの世を去り五島が廣島連合を引退した後、広島の暴走族の勢力図は大きく変化した。極楽蝶五代目総長、「濁りの巣」の中心人物、内海の後継者として一目置かれる存在となったギッチョだったが、大物が揃って姿を消したためまともに戦う相手がなく、悶々とした日々を過ごしていた。そんな中、不良少年ばかりが集まり「王様」を目指す「鎖国島」の噂を聞きつけ、ギッチョ達は朝子の制止を振り切り島入りを熱望。10月、黒ヶ丘の鬼祭りの日、松尾老人の審査の末にギッチョとアキラの2人が「鬼」と見なされ島入りを許可され、その夜のうちに家族や仲間と別れ共に広島本土を後にした。

### 鎖国島
一般社会に生きる場所がない更生不能な不良少年を集めた安芸灘の孤島「鎖国島」。1983年の鎖国島は、原真清率いる「東側」、雛石顕治率いる「西側」、前年の「鬼祭り」の覇者である「王様」花山靖の3つの勢力がそれぞれ国を形成し血みどろの抗争を繰り広げていた。ギッチョは「王様」を目指し誰の下にもつかずアキラと共に鬼祭りに参加。おびただしい重傷者と犠牲者を出し、本土からギッチョ達を応援にきた仲間達も入り混じった死闘の結果、向こう1年間の「王様」は雛石兄弟に決定した。
鬼祭り後、減りすぎた人員を補充するため松尾老人は広島のみならず県外からも「鬼」を募集。新人たちは少なからぬ混乱をもたらしたが、内海を殺した自責の念から平和な社会を目指すケンエーの尽力などもあり、結果として深刻な抗争は起こらず混乱は終息した。しかし1984年正月、真清や雛石兄弟ら島の有力者が保護者との面会で島を留守にしている間に、新人として入国した内田光と榊原忠が圧倒的な強さで島を制圧、帰ってきた真清らも配下に置かれてしまう。やがて内田と榊原の兄貴分で、松尾老人の孫、廣島連合二代目総長の松尾安三が鎖国島へと入り、内田・榊原に代わって頂点に君臨。これを受けて東側と西側は一致団結、1984年の鬼祭りに乗じて鎖国島からの脱出を計画する。
監督のヤクザや寄生族も入り混じる凄惨な殺し合いと、仲間を失い銃を取った暴走と殺戮の果てに、ギッチョらは自分達が鎖国島に閉じこもっているべき「鬼」であることを悟る。最終的に本土に思い残したことがある13人だけが島を脱出して広島へ渡り、約束の翌日朝、それぞれがそれぞれのケジメをつけて、誰ひとり欠けることなく本土の港へと帰ってきた。ヤクザは後顧の憂いを断つため脱出者全員の殺害を目論んだが、安三が鎖国島の殺し合いに怖じ気づき本土へ戻りたがるようになったこと、帰ってきたギッチョらが未練を全て断ち切った顔をしていたことから、松尾老人は自分の責任で脱出者を庇い、制裁を加えることなく鎖国島へと帰していった。

### 1990年
脱出騒動から月日は流れ、本土では八代目極楽蝶・八代目陴威窠斗・四代目廣島Night'sがTOP3と呼ばれるようになった1990年。21歳になったギッチョ軍団はみな更生しそれぞれの人生を歩んでいたが、6年前に別れたきりのギッチョのことが忘れられない朝子は、結婚せず恋人も作らずに過ごしていた。
松尾老人の船に揺られて来た新人が目の当たりにした鎖国島は、命懸けの抗争が繰り返される戦場から、生前ケンエーが作りたいと望んだ平和な国に生まれ変わっていた。成長した鬼たちは時々喧嘩をしながらも手を取り合って自給自足の生活を送り、「王様」を決める方法も闘技場での一対一の殴り合いに変わり、決闘の様子は島民に娯楽として提供されていた。皆と同じく島の平和に馴染んだギッチョは、不倶戴天の敵だった金田らと仲間同士になり平穏な日々を過ごしていたが、不意に、今際の際の祖父の後悔の言葉が蘇る。「年老いるまでさんざん暴れ回り、やがて妻が亡くなった時その笑顔を全く思い出せなかった。自分がするべきは戦うことじゃなく愛する女を笑顔にすることだった」。ギッチョの記憶の中の朝子に笑顔はなく一様に悲しみをたたえた表情で、ギッチョの胸中にも深い後悔が渦を巻いていた。

### 2014年
更に長い時が経ち、広島の人も街も大きく変わった2014年。往時より更に年老いて体力が限界を迎えた松尾老人は、不良少年の更生事業の引き継ぎを済ませ引退を決意。本土でギッチョの姉たちが経営する雑貨店「女神堂」では、鎖国島産の農作物やマスコットが販売され人気を博していた。45歳の朝子はかつてのギッチョ軍団らと共に港に集まり、船で荷物を運んでくるギッチョと再会。その顔にかつてのような悲しみの色はなく、ギッチョに会えることを喜ぶ満面の笑みが浮かんでいた。

## 登場人物

### ギッチョ軍団
全員1969年生まれで、1979年に小学4年生、1983年に中学2年生。
ギッチョ / 佐川 義（さがわ よし）
本作の主人公。3人の姉と母の5人で暮らしている。吊り目で足が速く、誰に対しても対等な口を利く。母や姉に暴力を振るい続ける父親に反抗し、尊敬する祖父から「強くなって王様になれ」と言われたことから王様を目指すようになり、ギッチョ軍団を率いて上級生らと喧嘩を繰り広げている。
小学4年生の10月まで黒ヶ丘に住んでおり、コージ、ドッチ、コン、タニケンと5人で丸っぺらと頻繁に喧嘩していた。1979年の黒ヶ丘鬼祭りでハヤブサに扮していた原真清、サクラに扮していた花山靖らと出会い、二人が次姉・舞と長姉・愛にそれぞれ想いを寄せていたことから、二人を「子分」として親密な関係になった。その後父親から逃げるために黒ヶ丘町から鉄幹町へと移り、鉄幹小学校の同級生ショーチャンと、ショーチャンを介して白音小学校のアキラと知り合い、自分と同じく「王様」を自称する金田勝一と出会う。
1983年には黒ヶ丘に戻って朝子と交際を始め、軍団のリーダーとして、金田と金田の相棒になったコンとの諍いを繰り広げていた。7月、単車を1台貰うかわりに極楽蝶に入るという約束を極楽蝶四代目の三浦・中尾と交わし、三浦の単車置き場にあった赤いCBXを受け取り、その場で極楽蝶五代目となって自分がチームを乗っ取ると宣言、初代総長の岩さんから三浦と中尾を止めるという条件で五代目襲名を許された。そのCBXが陴威窠斗五代目総長・内海鄭司の愛車を盗難したものだったため、それを知った内海に翌日ショーチャン宅で襲撃されたが、ショーチャン・アキラと三人で一丸となって内海に立ち向かったこと、内海のCBXに本気で惚れ込んだことが気に入られ、それがきっかけで「濁りの巣」に参戦、内海やガネと協力してケンエー一派を制圧した。
「濁りの巣」の後、極楽蝶五代目総長の座と内海の形見となったCBXを継ぎ、広島中の不良少年から一目置かれる存在となったが、戦う相手がいなくなり悶々とした日々を過ごしていた。そんな折に朝子から鎖国島の噂を聞きつけて島行きを熱望、ハヤブサを演じた1983年の黒ヶ丘鬼祭りの当日、松尾永一からアキラと共に島入りを許され、その夜のうちにCBXをタニケンに託し広島を後にした。
鎖国島では真清がリーダーを務める東側に一旦身を寄せた後、アキラと共に独立。二人で王様を目指して1983年の鬼祭りに挑み、王様になることはできなかったが、島の外から助けに来たコージらの手助けを得て金田を倒した。その後は再び東側で真清と行動を共にするようになり、また鬼が幸せに暮らせる国を作ろうとするケンエーに共鳴し協力するようになる。1984年の鬼祭りに乗じた脱出計画では、花山・ンアと3人で牛山の指揮を受けながら脱出希望者を率いていたが、ケンエーとコンが殺されたことで金田と共に暴走、運営のヤクザからアサルトライフルを奪って多くのヤクザをその手にかけ、自分が一般社会にいてはならない「鬼」であることを深く悟る。そして朝子たちと最後の別れを済ませるために改めて脱出を決意、船に乗り込んで真清や花山らと本土を渡った。
本土では真清らと一緒に黒ヶ丘へ戻り、ギッチョ軍団と再会した後佐川家で荒木と共に朝子と再会。嫌がる朝子へ一方的に別れを告げて佐川家から姿を消し、他の脱出者と共に三浦と中尾の確保に協力、朝子や姉たちと再び言葉を交わすことなく鎖国島へと戻っていった。1990年には朝子を悲しませ続けてきたことを後悔しながらも、平和な国になった鎖国島で充実した日々を過ごしている。45歳になった2014年も健在。
アキラ / 藤永 晃（ふじなが あきら）
ギッチョ軍団の一員。メンバーの中では最も背が高く、ソリをいれた坊主頭をしている。白音最強を自称し、白音小学校時代から金田と衝突し激しい憎悪を向けていた。ショーチャンの幼馴染で、金田の噂を聞きつけて白音小学校に訪れたギッチョと知り合って以来、軍団と行動を共にしている。
1983年の黒ヶ丘鬼祭りではマンバに扮した。「濁りの巣」まではギッチョやコージの陰に隠れて目立たない存在だったが、松尾永一の審査に合格してギッチョと二人で鎖国島へ入り、ギッチョの相棒となった。島に入って以来中尾を倒すなど西側と抗争を繰り広げ、1983年の鬼祭りでは誰の下にもつかず王様を目指すギッチョの唯一の味方としてサポートに回った。その後は東側の一員に戻り、1990年には荒木・犬飼・魚住と4人で王様を目指す新人を腕試しで叩きのめし、その後島内を案内していた。
コージ / 山本 浩司（やまもと こうじ）
ギッチョ軍団のまとめ役。地元の道場で空手道を学んでいる。普段は眼鏡をかけており、子供のころは弱視でアイパッチをしていたため丸っぺ達にいじめられていた。自分と同じく弱視でいじめられていた道場の先輩・真清に可愛がられ、自身もまた真清に強い憧れを抱いている。
1983年にギッチョらが極楽蝶に入る中ひとりだけフレイヤの一員になったが、その後も軍団と一緒に行動している。黒ヶ丘の鬼祭りではサクラを演じ、真清が扮していたハヤブサになれなかったことに不満を漏らしていた。松尾永一の鎖国島入りの審査には「危ない男ではあるがキレた時にも理性を保っている」として不合格となり、同年の鎖国島鬼祭りには漁船を持つ親戚に頼み込み、軍団とウッチーと共に鎖国島へ乗りこみギッチョとアキラに加勢して金田を倒した。1984年にはその親戚に弟子入りして操船を習っている。
ドッチ / 土居 竜也（どい たつや）
ギッチョ軍団の一員。のんびりした性格で、子供のころから手癖と女癖が悪い。
1983年、仲の良かった小川マリとギッチョ軍団を引き合わせ、その場にいた三浦と中尾を通じて軍団が極楽蝶に入るきっかけを作った。その後ナイツに出入りしていた縁から、ガネらを連れて「濁りの巣」に参戦、バイクを確保して軍団の逃走を手助けした。同年の鬼祭りではハンニャに扮し、松尾永一に「手癖も女癖も矯正不能ではない、むしろ一般社会で成功を収めるタイプ」と評され鎖国島入りに不合格となった。鎖国島鬼祭りにウッチーらと共に駆けつけ本土に帰った後は、ショーチャンに誘われてバンドを組み、ボーカルとして人気を集めている。
ショーチャン / 平野 障一（ひらの しょういち）
ギッチョ軍団の一員。ギッチョの鉄幹小学校での同級生で、引っ越してきたばかりのギッチョと喧嘩をして以来軍団の一員となった。金田が鉄幹小にいたころに激しく対立し因縁がある。
兄の影響で子供のころからロックンロールにのめり込み、「ロッケンロールの王様」になることを夢見ている。そのため服装や持物を派手に装飾したがり、1983年の黒ヶ丘鬼祭りでは鬼の面を勝手に装飾して「ロッケン」と名乗っていた。真清・コージと同門の別道場で空手を学んでいる。また空気銃の改造・狙撃が得意で、仲間に武器を提供していた。
1983年の松尾永一の鎖国島入りの審査では、「性質は合格だがロックンローラーになるという現実的な夢を持っている」として不合格となった。同年の鎖国島鬼祭りの際にはコージ達と共に鎖国島へ入り、ギッチョ・アキラに加勢して金田を倒し、改造空気銃を置き土産に本土へと戻って行った。その後、自分をギタリスト、ドッチをボーカルにしてバンド“THE GOBLIN OF GODDESS”を組んで地元の人気を呼び、1990年にはメジャーデビューを果たし、2014年も活動を続けている。
コン / 近藤 裕二
陴威窠斗#五代目を参照。
タニケン / 谷 健太郎（たに けんたろう）
ギッチョ軍団の一員。耳が大きく垂れ目でいつも困ったような顔している。臆病・弱気な性格で喧嘩も弱く、ギッチョ軍団からは足手まとい呼ばわりされることもある。ギッチョとは最も付き合いが長く、子供のころから自分をかばってくれているギッチョのことを慕っている。
1983年、廣島連合と陴威窠斗の抗争で色々な勢力に拉致されて衝突の現場に居合わせ続けたことから、誰が言い始めるでもなく「裏社会のドン」と呼ばれるようになった。更に「濁りの巣」終結後に東が策略としてそのことを大袈裟に吹聴して回り、ギッチョが鎖国島へ渡った後に内海の形見のCBXと極楽蝶六代目総長の座を強引に継承させられたことで、結果として「裏社会のドン」の地位が不動のものになっていった。
富田 朝子（とみた あさこ）
ギッチョの彼女。ギッチョ軍団の桃色担当と名乗っている。1979年、両親が離婚して母親に引き取られ、鉄幹小学校から黒ヶ丘小学校へと転校してきた。父親が母親に暴力を振るっていたこと、鉄幹小で金田にひどいいじめを受けていたことで男性恐怖症となっていたが、黒ヶ丘へ移って丸っぺにいじめられていたところをギッチョに救われ、以来ギッチョに想いを寄せるようになった。
1983年にはギッチョを更生させようと頻繁に佐川家に出入りし、抗争に身を投じるギッチョ達を常々心配していた。1983年の鎖国島鬼祭りの際にはギッチョ軍団と共に鎖国島に入り、牛山の言葉を理解し重傷を負った荒木を手当てをした。1983年末には佐川家と共にギッチョとの面会の場に現れ、1984年の脱出騒動でギッチョに別れを告げられた後も思慕は変わらず、看護婦となった1990年にも独身を貫いている。

### 佐川家
佐川 愛（さがわ あい）
佐川家長女。ギッチョの6歳違いの姉。1979年に高校生、1983年に社会人。花山に想いを寄せられており、本人は嫌がっていたが無意識では憎からず思っていた。
1984年に同僚の後輩と交際し結婚を申し込まれたが、脱出騒動で花山と遭遇したことで婚約破棄になったのか、1990年には結婚しておらず独身だった。その後舞と共に雑貨店「女神堂」を経営する。
佐川 舞（さがわ まい）
佐川家次女。ギッチョの4歳違いの姉。1979年に中学生、1983年に高校生、1984年に大学生。真清の幼馴染の同級生で、真清から想いを寄せられている。子供のころは弱視でアイパッチをつけており、自分と同じ悩みを抱えていた真清に自身も密かに想いを寄せていた。
1984年に同じサークルのメンバーと交際し結婚を申し込まれたが、脱出騒動で真清と遭遇したことで婚約破棄になったのか、1990年には結婚しておらず独身だった。その後愛と共に雑貨店「女神堂」を経営する。
佐川 夢（さがわ ゆめ）
佐川家三女。ギッチョの2歳違いの姉。1979年に小学生、1983年に高校生。ドングリマナコに想いを寄せられている。
1983年にドングリマナコに襲われたことが深い心の傷になっていたが、長い時間をかけて克服し、1990年には結婚し子供も妊娠した。
佐川 りの（さがわ りの）
佐川家の母。1979年、家族に暴力を振るう夫から逃げ、親戚の紹介で仕事をしながら4人の子供を育てている。ギッチョが鎖国島へ行った後、娘を放りだして遊び歩く朝子の母を厳しく叱りつけ、以来実の娘のように朝子に接している。
佐川 茶吉（さがわ さきち）
佐川家の父方の祖父。1979年には寝たきりの状態で、1983年には故人。若いころは周囲に悪名を轟かせる凶暴なヤクザで、松尾永一とは旧知の間柄であったという。ギッチョの人生に大きな影響を及ぼしている。

### 鬼祭り四天王
1979年の黒ヶ丘の鬼祭りにおいて、サクラ、ハヤブサ、ハンニャ、マンバに扮した4人。花山は1964年生まれ、他の3人は1965年生まれ。
原 真清（はら まさきよ）
青空町の不良少年。FREYJA（フレイヤ）という小さなチームを結成し、幼馴染みの舎弟であるハンニャ・マンバと3人で常に行動、花山と頻繁に衝突している。普段はまるで眠そうに目を細めているが、感情が高ぶると大きく目を見開く。1979年の鬼祭りでハヤブサを演じたことからギッチョ軍団からはハヤブサと呼ばれ、また花山からはラッキョと呼ばれている。
子供のころから視力が悪く、幼いころはアイパッチに加えて矯正用の眼鏡を常につけていたため、上級生の北丸蛍らにいじめられていた。その時に同じく弱視矯正でアイパッチをつけていた同級生の舞と出会い、以来深く想いを寄せるようになった。
小学1年生から空手を学んでおり、運動神経がよく脚も速かったため小学5年生の時には黒帯となっている。そのため喧嘩が非常に強く、中学2年の時には同年代の双璧と言われていた内海と五島を圧倒する実力を持っていた。激昂するなどして理性を失うとひび割れたガラスが軋むようなイメージに支配され、周囲を破壊し尽くすほど暴れ回る。そのような誰にも制御できない凶暴性のため敵が非常に多いが、普段は仲間思いの無邪気な性格で、ごく近しい人間にはとても深く慕われている。
1979年11月3日夜、雛石顕治が自分と花山の名を騙って北丸の女の耳を切り落としたことから北丸に命を狙われ、翌11月4日、自宅まで襲撃に来た北丸やマンバを襲っていた重末らと乱闘を繰り広げた末にひとり逃走、広島駅にて舞の目の前で検挙された。
1983年には鎖国島にて東側を率い、雛石率いる西側や王様である花山と抗争を繰り広げていた。同年の鬼祭りでは王様を目指して東側のリーダーとして参戦、吉弘の尽力で御札を手に入れ王様の座を手に入れたかに見えたが、アキラが爆発させた爆弾に巻き込まれてギザが持っていた御札を奪われ、王様の座を逃してしまう。その後、新人として入島してきた犬飼と壮絶なタイマンを演じて親友になり、年末年始の保護者との面会で、ギッチョに会いに来た舞と再会。帰島後、東側の幹部が内田と榊原に瀕死の重傷を負わされ捕虜になったと知り、犬飼や新人として入ってきた木岡徳らとともに西側へ殴り込みをかけるが、舞と再会したことで自分が今まで殺し合いしかしてこなかった事実に気付いてしまい、強い恐怖に囚われ戦意を喪失、敗北して内田・榊原の支配下に置かれることとなる。
1984年、松尾安三が内田と榊原に代わって島の実質的支配者となったことで、鬼祭りに乗じた島からの脱出を計画し主導。ギッチョらと共に脱出船に乗り込み本土へと渡ったが、舞に婚約者が出来たことを知って悲嘆に暮れ暴走。街中で花山と乱闘を繰り広げていたところに舞から「もう幸せになっていいか」と訣別を告げられ、ギッチョから渡されていたアルバムを舞に返して未練を断ち切り、鎖国島へ戻っていった。1990年には花山と共に酒場を経営、闘技場で王様と酒場の店主の座を巡って殴り合いを繰り広げている。
花山 靖（はなやま やすし）
真清の1歳上の不良少年。髪型は黒髪のオールバックで、眉が太い。1979年の鬼祭りでサクラを演じたことから、ギッチョ軍団からはサクラと呼ばれている。
中学生のころから真清と対立し、ことあるごとに衝突している。敵の意表を突く戦い方が得意で、突拍子も無い行動で相手が混乱したところに不意打ちを加える。誰とも徒党を組まず常に一人で行動しているため周囲の不良や暴走族から常に狙われているが、真清と互角の圧倒的な実力で撃退し続けている。激昂すると無数の虫が体中を這い回る幻覚に襲われ、周囲が見えなくなるほど暴力的になって暴走する。
幼い時に少年野球でギッチョの姉・愛に負け、以来愛を倒すことを目標に練習を積み続けていたが、体の成長が愛を追い越してしまったために雪辱戦に簡単に勝利してしまい、以来愛を「愛様」と呼んで激しく慕い、ボディガードを自称して付きまとうようになった。
1979年、街中でケンエーに因縁をつけて叩きのめしたことから雛石顕治に狙われるようになり、顕治の謀略で北丸蛍との諍いに巻き込まれ警察に検挙された。その時に雛石の下から離れた牛山の言葉を理解し、以来牛山を舎弟にして常に行動を共にしている。
1983年には王様として鎖国に君臨していたが、同年の鬼祭りで王様の札と愛のアルバムを交換する取引をケンエーと行い王様の座から陥落、また島からの脱出も目論んでいたが牛山が嫌がったため取りやめて残ることを選んだ。その後は牛山と二人で東側の真清宅の居候となり、ハンニャを殺そうとした加来らを叩きのめし、年末の面会で母親や愛らと再会。面会が終わって放心状態となって鎖国島へ戻ってきたところに寄生族の襲撃を受け、内田・榊原体制下に置かれてしまう。
1984年の鬼祭りでは真清らに協力して脱出計画に参加し、脱出船に乗り込んで広島本土へ渡ったが、愛に婚約者が出来たことを知って悲嘆に暮れ暴走。街中で真清と乱闘を繰り広げていたところに愛から「友達にしがみついてでも止まれるようになった」「もう幸せになっていいか」と訣別を告げられ、持っていたアルバムを愛に返して未練を断ち切り、鎖国島へ戻っていった。1990年には真清と共に酒場を経営、闘技場で王様と酒場の店主の座を巡って殴り合いを繰り広げている。
ハンニャ / 虎鮫 茂（とらざめ しげる）
真清の幼馴染みの舎弟。FREYJA幹部。虎鮫金次郎の従弟でよく似た外見をしており、かつては初代陴威窠斗の一員だった。1979年の鬼祭りでハンニャを演じて以来、ハンニャという渾名が定着している。女好きで巨根。小川マリと互いに思いを寄せ合っている。愛車はダルマセリカ。
1979年の北丸蛍との諍いで、真清らと共に警察に検挙された。1983年に広島へ戻り鎖国島行きが決定、フレイヤのメンバーの安全を確保するためマンバと共に四代目廣島連合や五代目陴威窠斗を相手に暴れ回り、「濁りの巣」では五島と共にバックアップに回った。その後ギッチョとアキラに遅れて鎖国島へ入り、真清の下で東側の一員として鬼祭りや様々な行動に参加。1984年には鬼祭りに乗じた脱出騒動で広島に渡り、家族が自分が存在していないものとして平穏に暮らしていることを知って会わずに去り、マリと再会して別れを済ませ再び鎖国島へ戻っていった。
マンバ / 望月 隆（もちづき たかし）
真清の幼馴染みの舎弟。FREYJA幹部。髪型は小学生のころからスキンヘッドで、「ばはは」という笑い声をあげる。1979年の鬼祭りでマンバを演じて以来、マンバという渾名が定着している。
1979年に真清・ハンニャらと共に検挙され、1983年の抗争ではハンニャと共にフレイヤのメンバーを守るために抗争を繰り広げた。その後ハンニャと共に鎖国島に入り、東側の一員として活動。1983年末に樋口に倒され東に監禁されたことに激昂、島の様子を見に来た管理人のヤクザを殺害したことで運営者に目をつけられるようになる。1984年の脱出騒動では広島に渡り実家へ戻ったが、幼い弟が家族を苦しめた自分を憎んでいるかのような様子を見せたことから再会せずに去り、ハンニャとマリとの最後の別れに付き添った後、再び鎖国島へ戻っていった。1990年にはギザや丸っぺと共に農業に勤しんでおり、2014年には女神堂の野菜に生産者として3人が写っている。

### 陴威窠斗

#### 五代目
内海 鄭司（うつみ ていじ）
陴威窠斗五代目総長。普段は仲間思いの温厚な男だが、一旦キレると完全に我を見失い、長期間に亘って誰にも止められないほど凶暴になる。得意技は頭突き。愛車はケンメリ（ヨンメリ）と、恋人・飛鳥の形見である赤くペイントしたCBX。
中学時代から五島と並んで「将来広島のトップになる男」と目され、1979年、那須の誘いで幼馴染みのケンエーと3人で陴威窠斗に入った。1982年の四代目時代、渥美・荒木との三つ巴の五代目継承争い「一年戦争」の最中、渥美の謀略で飛鳥を殺され、報復で渥美を長期入院を余儀なくするほど叩きのめし、その勢いで荒木も同じように再起不能寸前まで打ちのめし、五代目総長の座に就いた。
1983年、三浦と中尾が盗難したCBXをギッチョが持っていたことでギッチョ軍団と諍いになり、それがきっかけでギッチョとの縁が生まれた。その後の廣島連合との抗争と「濁りの巣」でケンエー一派の裏切りを受け、ギッチョやガネの協力を得て一派を鎮圧。裏切りを受けてもなおケンエーを仲間として見捨てず、検挙に来た警官の銃弾からケンエーを庇い、この世を去った。
生前は「飛鳥のいない世界に未練は無い」と鎖国島に行くことが決定していた。ギッチョが心から慕い、敬語を使って接した唯一の人間だった。
那須 一夫（なす かずお）
五代目陴威窠斗副総長。愛車のワークス仕様のハコスカは、ボンネットにナスの絵があしらわれている。
中学時代に内海に負け、それ以来内海やケンエーと行動を共にするようになった。「濁りの巣」抗争ではケンエーの裏切りを受け最初に脱落、抗争終結後、内海が死んだことで気力を失い五代目を引退した。
1984年、島から脱出してきた三浦と中尾がタニケンの名前を騙って自分を呼びだしたことから、下畦を通じて陴威窠斗に集合をかけ、2人の確保に協力した。1990年には段野に負けて総長の座を追われ生活の荒みきった下畦を心配し、就職を世話しようとしている。
ケンエー / 雛石 顕映（ひないし けんえい）
五代目陴威窠斗幹部。雛石顕治の4歳違いの弟。愛車はケンメリ。
小学生のころは剣道を学んでおり、悪だくみの得意な兄と違い喧嘩が強いことで有名で、幼馴染みで同級生の内海に何度となく挑んでは敗北し続けていた。1979年、中学2年生の時、内海と三人で初代陴威窠斗に入らないかと那須に誘われ、最初は兄を破門したチームに入ることを嫌がっていたが、東がライバルの五島と共に廣島連合に入り、やがて連合の頂点に立つであろう五島の二番手として下剋上の機会を窺い続けると宣言、互いにチームの頂点に立った時にまた会おうと自分に持ちかけてきたことで野心が芽生え、陴威窠斗に入った。
五代目陴威窠斗では那須に次ぐナンバー3の地位になり、チームがまとまっているのはケンエーのおかげと内海と那須に評されていた。1983年、兄と同じく鎖国島行きが決定し、島入りの前に「雛石の血の力を証明する」として内海への反逆を決意。廣島連合との抗争に乗じて那須を襲撃し、直属の舎弟である金田とコンを率い、長期入院から復帰した荒木、極楽蝶四代目の三浦・中尾と共に「濁りの巣」抗争を引き起こした。最終的に内海とガネ、ギッチョ軍団に制圧され、その後踏み込んできた警察に改造空気銃を取って立ち向かい、実銃と勘違いして身を守ろうとした警官が拳銃を発砲。銃弾から身を呈してかばった内海は目の前でこの世を去り、自身はガネと共に検挙された。
鎖国島に入った後は兄・顕治率いる西側の一員となったが、親友だった内海を自分の野心のために殺してしまったことを激しく悔い、抗争には一切関わらず、医療知識を勉強しながら寄生族を支援するなどして「鬼」が平和に暮らせる国を作るために密かに尽力していた。1983年の鬼祭りでは、東に撃たれて脱落した顕治に代わって鬼祭りに参戦、寄生族を使った策略で花山と取引して祭の勝者となり、王様の地位を顕治に譲って自身は相談役の立場となった。
鬼祭り後、新人として入ってきた犬飼の姿に死んだ内海の面影を見出し、真清ら一部の東側幹部と友好関係を築き、新人による混乱を収めるために奔走。年末年始の保護者との面会で離島した隙に内田と榊原が島を支配した時には、捕虜になった東側幹部の世話を申し出て、瀕死の重傷を負ったアキラ達を治療して全員の命を救った。1984年の鬼祭りに乗じた脱出騒動には、自分は島に残るつもりながらも計画に協力。顕治・荒木と共に樋口のスタンガンで体を麻痺させられ、女の仇と顕治を狙う北丸蛍のマシンガンから顕治を庇い、平和な国を作る野望をギッチョに託してこの世を去った。
西側の一員だったため東側から敵視されていたが、犬飼を通じて真清やガネがその理念に共鳴、また捕虜の世話を積極的に行っていたことからやがて東側全体と仲間になり、最期には内海を殺したと激しく憎悪を向けていたギッチョからも慕われるようになっていた。
金田 勝一（かねだ　かついち）
五代目陴威窠斗メンバー。年齢はギッチョらと同じ。左の首筋から顎にかけて大きな傷痕がある。ランボーナイフを常に携帯しており、またロケット花火や爆竹を改造して殺傷力を持たせ、爆弾として用いる。愛車はマッハIII (H1)。
父と7歳上の兄が薬物中毒になった母を見捨てて二人で逃げたため、幼いころは幻覚を見続ける母に虐待されながら育ち、首筋の傷はその時に母からつけられた。1976年、母親と共に死にかけていたところを危うくコンに救われ、以来再び父・兄と暮らすようになったが、所構わず暴れ回る問題児となったために広島中の小学校をたらい回しにされる。更に、自分の心を守るために母を実母でなく義母と思い込んでいたことを兄に指摘されて精神が破綻、1983年、中学2年生のころには、ギッチョ軍団をはじめあらゆる不良少年から標的にかけられるほど凶暴になっていた。そんな折に、仲間もなく一人で行動していることをケンエーに気に入られ拾われる形で五代目陴威窠斗の一員となり、またコンと再会し再び親友となったことで常に二人で行動するようになった。
廣島連合との抗争ではコンと共に癇癪玉と諍いを起こして吉弘に拉致されたが、その途中で癇癪玉がケンエーを見つけて乱闘を始め、その隙に吉弘を刺してケンエーと合流。「濁りの巣」でもケンエーの下について内海に反逆し、ケンエーと共にギッチョや内海に制圧された。その後鎖国島へ渡って西側の一員となり、1983年の鬼祭りでは雛石顕治の許可を得て花火を持ち出し、東側の幹部と西側を裏切った東の皆殺しを目論んだが、ギッチョを助けに島に来たコージらギッチョ軍団に倒された。西側が内田と榊原に乗っ取られ島が二人に支配された後もコンと共にケンエーにつき、自分は島に残るつもりながらも1984年の脱出計画に協力。コンが撃たれて死んだことでギッチョと共に暴走し、二人で運営のヤクザを殺戮して回った。1990年には、敵同士だったギッチョと仲間同士になり平穏な生活を送っている。
兄・みつおは『BADBOYS グレアー』の回想シーンに登場し、松尾にまつわる中学時代の因縁が語られている。
コン / 近藤 裕二（こんどう　ゆうじ）
五代目陴威窠斗メンバー。子供のころはギッチョ軍団の一員だったが、中学生になって金田の相棒となって陴威窠斗に入り、ギッチョ達と敵対していた。愛車はZ400GP。コンチャンとも呼ばれる。
1976年、親に無理矢理入れられた少年野球チームの練習を抜け出して金田と親友になって遊びまわり、母親に殺されかけていた金田を救った。1979年、コージらから金田の話を聞いて白音まで会いに行った時に錯乱した金田に重傷を負わされ、右の首筋から顎にかけて消えない傷痕をつけられた。しかしその後も金田を親友と慕い、1983年に再会、以来常に行動を共にするようになった。
「濁りの巣」では金田と共にケンエーにつき、ギッチョ軍団から離れた理由をタニケンに聞かれ「ギッチョとコージがいる限り軍団では王様にはなれない」と答えていた。抗争後は金田と共に鎖国島へ渡って西側の一員となり、1983年の鬼祭りではンアに倒されて瀕死の重傷を負い、顔に大きな傷痕が残った。1984年の鬼祭りでケンエーの遺志を継いで金田と共に真清らの脱出に協力。ヤクザを組み伏せた時に腹部を撃たれて致命傷を負い、この世を去った。
1983年以来ギッチョと抗争を繰り広げていたが、それでも互いに友情が残っていたのか、金田だけでなくギッチョもその死を目の当たりにして暴走していた。
下畦 勉（しもうね つとむ）
陴威窠斗の古参メンバー。1979年の中学1年生の時点で初代の一員で、雛石顕治の花山襲撃に参加して鼻を折られた。1983年の五代目時代には小さなグループを持ち、「濁りの巣」では表立って抗争に加わらず、内海一派とケンエー一派の間を動き回っていた。
内海が死に幹部が全員引退した後六代目副総長となって力をつけ、1984年には七代目総長として陴威窠斗を広島最大のチームに成長させた。しかし1986年、陴威窠斗を乗っ取ろうとタイマンを挑んできた中学生・段野秀典に敗れ総長の座を追われる（『BADBOYS』）。七代目時代末期は求心力が皆無となっていため、チームから放逐された後舎弟はひとりも付いてこず、そのことが強いトラウマとなって1990年にも自身を苛み続け、生活は荒み鍛えこんでいた体も痩せ細り、那須に今後を心配されていた。

#### 四代目
渥美 政成（あつみ まさなり）
四代目陴威窠斗幹部。時折「キヒッ」という笑い声をあげる。母子家庭の出身で、三浦・中尾の幼馴染み。アルファベットの「A」に似た三角井桁のシンボルマークを舎弟の肩にナイフで刻み、強い恐怖を植え付けることでチームを統制する。
陴威窠斗の五代目争い「一年戦争」では最大派閥の長となり、舎弟を使った謀略で内海の恋人・飛鳥を殺害し内海を戦争から脱落させようとしたが、その謀略が内海に知られて面貌が別人のように変わるほど凄惨な復讐を受け、長期入院を余儀なくされた。
退院後は荒木らと共に鎖国島に渡って西側の幹部となり、雛石顕治に従いながら王様になる機会を虎視眈々と窺っていた。その後内田と榊原が島を支配したことで野心を失い、1984年の脱出計画には参加せず島に残るつもりだったが、母が自分との縁を切って再婚することを知って激昂し脱出を決意。本土に渡った後、陴威窠斗時代の舎弟を使って再婚相手と母の居所を突き止めて邸宅を来訪し、報復を加えると思われた瞬間、逃げようとする母へ感謝と幸せを願う言葉だけを叫び、未練を断ち切って再び鎖国島へと戻っていった。
荒木 健豪（あらき けんごう）
四代目陴威窠斗幹部。髪型はモヒカンで体格が良い。タイマンでは内海と互角と言われ、率いるチームの戦闘力も高かった。喧嘩の時にはメリケンサックを愛用し、チームのシンボルマークにもメリケンサックを模したものを使っている。愛車は430グロリア。
1982年の「一年戦争」では渥美と同じく、内海から元の顔に戻らないほどの激しい暴行を受けて敗北、長期入院を強いられた。1983年に「濁りの巣」で復帰しケンエーと共に内海に挑んだが、ショーチャンの改造空気銃に撃たれて倒され、警察に検挙された。
その後鎖国島へ渡って渥美と共に西側の幹部になり、1983年の鬼祭りでドングリマナコに襲撃され瀕死の重傷を負った時に、ギッチョ軍団と共に島に来た朝子に手当てされ、以来朝子に想いを寄せるようになる。1984年の脱出計画では本土に渡ってギッチョと行動を共にし、朝子と再会して佐川家で家族の温かさに触れ、ギッチョと絆を結んでひとり港へと戻った。その後舎弟を使って渥美らと共に三浦・中尾の確保に協力、三浦に薬品を浴びせられそうになった朝子を庇って背中に薬を受けた。
他人の愛情を受けずに育った様子があり、朝子とギッチョ母に優しさを向けられて以来、人間性がやや丸くなっていた。

#### 初代
虎鮫 金次郎（とらざめ きんじろう）
陴威窠斗初代総長。ハンニャの従兄。岩さんとは親友同士で、初代極楽蝶とは頻繁に衝突していた。1979年、花山憎しで暴走する雛石顕治と牛山を制裁し破門、その後廣島連合との抗争で松尾安三の手にかかり、妻と幼い息子を残してこの世を去った。『BADBOYS』『BADBOYS グレアー』にも回想シーンに登場する。
雛石 顕治（ひないし けんじ）
初代陴威窠斗メンバー。ケンエーの4歳違いの兄。実家は資産家で兄弟仲は良い。愛車はS30Z。
幼いころから両親の不仲を目の当たりにして育ち、また目つきが悪いと周囲から避けられ続けてきたため、他人に対する敵意が強い性格となった。自室などを異様な色彩のペイズリー模様で塗装したがり、切り取った他人の耳を瓶に入れて集める猟奇的な趣味がある。
1979年、牛山・小野寺と共に陴威窠斗の舎弟を率い、街でケンエーに因縁をつけ叩きのめした花山を何度となく制裁しようと試みるも、その度に撃退されていた。11月3日夜、牛山と二人で北丸蛍の女・ユカリの耳を切り取り、自分達を真清と花山と騙ることでふたりに罪をなすりつけたが、直後、チームを顧みず勝手な行動を繰り返したことを金次郎に咎められ破門、制裁を受け自宅まで追い込みをかけられた。
その後松尾永一と小野寺の紹介で鎖国島に渡り、1983年には親からの豊富な仕送りを元手に西側のリーダーとして君臨、また島内の虫を集めて敵に浴びせる粉末の毒薬を作り、西側の幹部に供給していた。同年の鬼祭りでは東の拳銃に脚を撃たれ祭から脱落したが、血縁者が代理で参加できるルールでケンエーが祭の勝者となり、ケンエーから王様の座を譲り受け王様となった。しかし1984年の年始、ケンエーと共に家族との面会に赴いている間に西側陣営を内田と榊原に乗っ取られ、その後しばらく二人の下で細々と生活していた。1984年の鬼祭りでは真清の脱出計画に参加し広島本土へ戻るつもりだったが、鎖国島に残って皆が幸せに暮らせる国を作ると言うケンエーに心を打たれ、ケンエーが亡くなり運営側に制圧されたのもあって島に残った。1990年には「雛石商店」を経営、農業担当の島民から農作物を仕入れ、雑貨や食料品を島民に販売している。
かつては周囲に見境なく噛みつく凶暴で残忍な性格だったが、鎖国島で王様になった後はそれまでと打って変わり、明るく陽気な性格になった。佐川愛に想いを寄せているかのような様子も見られる。
牛山 玄造（うしやま げんぞう）
初代陴威窠斗メンバー。生まれつき言語障害を持っており他人とまともにコミュニケーションがとれず、自分の言葉を理解してくれる相手に飢えている。そのため普段は義理堅い温厚な性格だが、相手が自分の言葉を理解できないと激怒し凶暴になる。眉間と口元に傷痕がある。
小学校時代、初めて自分の言葉を理解してくれた小野寺と友達になり、小野寺に雛石顕治について行けと言われたことで雛石に忠誠を誓うようになった。1979年、雛石が花山憎しで暴走したことで雛石ともども金次郎から破門され、チームの制裁から逃れ小野寺からも捨てられたところで花山に遭遇、花山が自分の言葉を昔から理解していたことを知って、以来花山の舎弟となった。
鎖国島に入って以降は顔の傷痕が増え、派閥を作らない花山の唯一の味方として行動を共にしている。1983年の鬼祭りの際には花山と二人で脱出計画を立てていたが、直前で島に残りたがり、花山もそれを受けて脱出を取りやめた。
鎖国島では、雛石と花山以外にもギッチョとンアが言葉を理解できるようになり、1984年の脱出騒動の時にはそれを利用してトランシーバーで様々な指示を出していた。1990年になると、旧東側の島民は全員言葉がわかるようになっている。
小野寺 慎（おのでら しん）
初代陴威窠斗メンバー。牛山の幼馴染で、1979年には雛石顕治と三人で行動を共にしていたが、雛石と牛山が破門されると同時に二人から距離を置き、チームからも身を引いた。
松尾永一とは子供のころからの知り合いで鎖国島の立ち上げにも関わり、1983年には松尾の助手として「鬼」の募集と島への人員・物資の輸送に携わっている。上昇志向が強く「王様」になる野望を持ってはいるが、本土の抗争や鎖国島に身を投じることはなかった。1984年の脱出騒動では運営側の一員として脱出の阻止にあたっていたが、牛山に説得されて脱出者を本土へ送り、その後戻ってきた人間を再び鎖国島へと帰した。

### 廣島連合
五島（ごとう）
廣島連合四代目総長。角刈りで口髭を生やしている。中学時代から内海のライバルで、内海の彼女だった飛鳥の幼馴染だった。愛車はカワサキ・Z400FX。「濁りの巣」では内海に頼まれてバックアップに回り、飛鳥のいない世界に未練はないと鎖国島へ行こうとする内海に、本土で自分達の国を作ろうと呼びかけていた。
抗争終結後は引退してヤクザとなる。1990年、陴威窠斗八代目総長・段野秀典にZ400FXを託し、同じくヤクザとなった三代目総長・山方と二人で松尾安三を襲撃し殺害、山方と共にその場で射殺された。（『BADBOYS』）
東 紳彌（あずま しんや）
四代目廣島連合副総長。「アッアッアッ」という笑い声をあげる。愛車は330グロリア。
1979年、松尾永一に「強い男は脆い」と教えられたことで野心が芽生え、ライバル視していた五島が廣島連合の頂点に立った時に自分が取って替わろうと、五島と共に連合に入った。副総長として五島の側近となった1983年には、ケンエーとタイミングを示し合わせるかのように廣島連合と陴威窠斗の抗争から姿を消し、抗争を警察に通報し荒木を「濁りの巣」へ送るなどして五島の排除とケンエーの支援を狙った。しかし結果として計画は失敗、更に抗争に参加しなかったことで下平と共に求心力が大きく低下したため、本土を見限って別の土地で王様になるべく鎖国島へと入り、西側の一員となった。
本土で「鬼」のリストアップに協力したことから島入り後は密かに特権を与えられ、本来なら持ち込めないはずの拳銃や爆薬を手に、雛石顕治を裏切って1983年の鬼祭りに参戦。雛石を銃撃してリタイアさせ、ヤクザや下平のサポートで一度は御札を手に入れるも最終的に祭に敗退、東側からも西側からも命を狙われるようになり、島内に居場所がなくなった。その後、寄生族の物資を横取りしながら、犬飼をそそのかして真清を襲撃させたり、樋口に昏倒させられたマンバを拉致監禁するなどして密かに混乱をもたらそうとしたが、樋口に倒され再度行方をくらませた。
1984年、内田・榊原の支配体制が出来上がった後ケンエーの前に現れ、真清らと共に鬼祭りに乗じた脱出計画に参加。しかしギッチョと犬飼に「本土へ渡る理由がない人間は通さない」と脱出船への乗り込みを妨害され、その後運営側に鎮圧され島に残った。1990年には自身の経験からか、下平や三浦と共に「鎖国島では男を下げないように生きろ」と新人に説いていた。
下平 崇（しもだいら たかし）
四代目廣島連合「IRON WALL」頭。目が細い。羽交い締めを得意とする。
1983年の陴威窠斗との抗争では、内海を羽交い締めにしてリンチするよう五島に促し、五島に「外道」と呼ばれ制裁で殴られた。それが引き金となって東の野望についていくことを決心、東と共に抗争の外側で立ち回り頂点に立とうとしたが失敗し、広島中の不良少年から見下されるようになる。
その後東と共に鎖国島に入り、一旦西側の一員になった後、1983年の鬼祭りで西側を裏切って王様を目指す東の下についた。鬼祭り後は島内に居場所がなくなったため東と共に島内を逃げ回っていた。
丸っぺ / 北丸 薫（きたまる かおる）
四代目廣島連合特攻隊長。北丸蛍の弟。愛車はGS400E。年齢はギッチョらの2歳上、真清らの2歳下。
小学校低学年のころはアイパッチをしていたコージをいじめ、高学年になってからはギッチョ軍団と頻繁に衝突していた。1983年には廣島連合の特攻隊長として連合を率い、誰彼構わず喧嘩を仕掛ける金田へ追い込みをかけ、ハンニャとマンバに倒された重末らOBに対して怒りを露わにしていた。陴威窠斗との抗争では内海にタイマンで敗れて早期に脱落、その後病院を抜け出して五島らと共に「濁りの巣」へサポートに向かった。「濁りの巣」後は鎖国島へ入って東側の一員となり、主にギザと行動を共にしている。
吉弘 充行（よしひろ みつゆき）
四代目廣島連合「癇癪玉（クラッカー）」頭。愛車はX30マークII。喧嘩では相手の腕を掴んで行動を封じてから殴りつける戦法を得意とする。趣味は釣り。常にギザ・ウルメ・ンアと4人で行動している。
1979年、中学2年生の時にタイマンで真清に敗れ、復讐戦では煙幕を張ってギザらと共に真清ひとりを袋叩きにして優位に立ったが、ハンニャとマンバが助けに来たことで返り討ちに遭った。その時に真清が、戦い方を責めずむしろ自分を認める発言をしたことから、卑怯な手口を使ってしまった自分を強く責めると同時に真清を心から慕うようになった。
1983年には五島に連れられて廣島連合に入ってチームを結成、真清とのタイマンに敗れた時に「当たって弾けたら終わりの癇癪玉」と言われたことからチーム名を「癇癪玉」とした。陴威窠斗との抗争では那須を襲撃していたケンエーと遭遇し衝突、タイマンでケンエーを追い詰めていたところを金田に刺され、入院した。
抗争が終結し退院した後、ギザら4人と共に鎖国島へ渡って東側の一員、真清の舎弟となり、趣味の釣りの腕を生かして東側の食料調達を担当している。同年の鬼祭りでは、東に左目の視力を奪われながらも下平から御札を奪い真清に届けようとしたが、結果として花山を経由してケンエーに奪われてしまう。1984年の脱出騒動では、海釣りの時に操船した経験があることから脱出船の操縦を任されたが、最終的に小野寺とガネに任せる形になり自身は島に残った。1990年には島の漁師のリーダーとなり、鎖国島の食糧供給に大きな役割を担っていると言われている。
ギザ
四代目廣島連合「癇癪玉」特攻隊長。愛車はヨンフォア。中学時代に吉弘に負けて舎弟となり、以来吉弘・ウルメ・ンアと4人でつるんでいる。本名は不明。
「濁りの巣」では三浦に薬品を浴びせられ、五島に助けられて病院へ運ばれた。その後、吉弘らと共に鎖国島へと渡り東側の幹部となった。
ウルメ
四代目廣島連合「癇癪玉」幹部。常に潤んだつぶらな瞳をしている。料理が得意。ンアの言葉を理解できる。本名は不明。
「濁りの巣」の後吉弘らと鎖国島へと渡り、東側の一員となった。島では主にンアと行動を共にし、真清らに料理を提供している。1983年の鬼祭りでは金田に刺され重傷を負った。
ンア
四代目廣島連合「癇癪玉」幹部。ハンニャ、マンバの二人を相手に互角に立ち回る実力を誇る。常に無表情で「ンア」としか喋らず、言葉の内容はウルメと牛山にしか理解できない。本名は不明。
「濁りの巣」の後吉弘らと鎖国島へと渡り、東側の一員となった。1983年の鬼祭りの時には荒木を相手に善戦するも敗れる。しかし荒木に相当なダメージを与えたことから、かなりの実力者であることがうかがえる。1984年の脱出作戦では牛山の言葉がわかること、限られた人間にしか言葉が通じないことを利用して、連絡・通訳役をしていた。
重末（しげすえ）
廣島連合メンバー、後にOB。顔に横一文字に走る傷痕がある。年齢は雛石顕治の1つ下。
1979年当時は北丸蛍と共に真清らと頻繁に衝突していた。1983年はOBとして五島の方針に積極的に口を挟んでいたが、ハンニャとマンバに襲撃され仲間と共に入院した。1984年正月、真清や花山に復讐するためその仲間らと共に鎖国島に入り、圧倒的な強さを持つ「鬼」たちが絶え間なく抗争を繰り広げる島の現状に恐怖し戦意を喪失、東側の一員として大人しく過ごしている。
小林 正満（こばやし まさみつ）
四代目廣島連合メンバー。丸っぺの同級生で幼馴染み。「べひゃ」という口癖からべひゃ男と呼ばれている。1983年、ゲームセンターで金田に襲われて倒されたことを丸っぺに制裁され、その後の金田追跡にも参加して金田のナイフに脚を切られた。1990年には、入院先の病院に勤めていた朝子に交際を申し込み断られている。
松尾 安三、内田 光、榊原 忠
以上、鎖国島#松尾派を参照。

### 極楽蝶
三浦 治（みうら おさむ）
極楽蝶四代目総長。中尾と渥美の幼馴染みで、中尾と行動を共にしている。愛車はジャパン。
目的のためなら手段を選ばない卑劣な性格で、相手に浴びせるための薬品を常に持ち歩き、抗争の最前線に立つことはないが三番手四番手の立場で暗躍し続けている。親戚の所有しているボウリング場「カラーボウル」跡地をアジトに、多数の盗難車を保管している。
1983年、馴染みの女だったマリの紹介でギッチョ軍団をチームに引き込み、ギッチョに内海の愛車と知らずにCBXを与えた。その後ケンエー一派の裏切りに加担し、カラーボウルを舞台に「濁りの巣」抗争を繰り広げ、ギッチョや内海らに制圧され検挙された。その後鎖国島に渡り、渥美に協力する密約を交わしながら西側の幹部として暗躍。1984年に内田と榊原が島を制圧した時には、積極的に協力したとして中尾と共に高い地位に取り立てられていた。
その後鬼祭りに乗じた脱出計画に参加し、他の脱出者がそれぞれのケジメをつけて再び島へ戻るため本土へ渡る中、島からの脱出それ自体を目的に脱出船に乗り込む。本土では渥美と母の最後の別れに立ち会った後、渥美と別れタニケンを拉致して逃げる足を確保しようとしたが、那須を通じてギッチョや他の脱出者に追い込みをかけられ、中尾が確保される中ひとりで逃走。車に轢かれそうになったところを危うくギッチョに救われ、親友のはずの中尾を見捨てて逃げ出してしまったことにショックを受けて祖母の遺言を思い出し、自分がこの世に居場所のない人間であると悟って鎖国島へ戻っていった。
中尾 鷹彦（なかお たかひこ）
極楽蝶四代目副総長。三浦と渥美の幼馴染みで、三浦と常に行動を共にしている。
1983年の「濁りの巣」抗争で三浦やケンエーと共に検挙され、鎖国島入りした後は西側の幹部となる。1983年の鬼祭りには、先立ってアキラとのタイマンに敗れ屋根から落とされて重傷を負ったため参加できなかった。その後内田と榊原の鎖国島制圧に協力、1984年の鬼祭りで三浦と共に本土に脱出したが、ギッチョら他の脱出者に確保され島へと戻っていった。
岩さん / 岩田 章（いわた あきら）
極楽蝶初代総長。1979年当時は、金次郎率いる初代陴威窠斗とことあるごとに衝突していた。極楽蝶引退後、親友だった金次郎と極楽蝶二代目・真塚拓郎の死を受け、暴走族の抗争による犠牲者を食い止めるため警察官となり、1983年に交通機動隊に配属された。三浦と中尾に反発し勝手に極楽蝶五代目を名乗ったギッチョに対し、三浦と中尾を止めるという条件で五代目襲名を許可。1984年の脱出騒動の際には事件を秘密裏に納めるため、ヤクザと協力して本土側の事態の収拾に当たった。
『BADBOYS』『BADBOYS グレアー』にも交通機動隊員として登場する。
お蝶 / 山野 結衣（やまの ゆい）
極楽蝶三代目総長。真塚拓郎の恋人だった。職業は警察官。ギッチョ達が三浦と中尾からチームに引き込まれた所を助け、自宅に匿って岩さんに引き合わせた。ギッチョの姉・愛の友人。『BADBOYS』『BADBOYS グレアー』にも登場し、後に岩さんと結婚している。

### 廣島Night's
ガネ / 小金沢 務（こがねざわ つとむ）
廣島Night's初代総長。愛車は「Z400GP」。女好きで3人の恋人がいる。
小学生のころ、同じ道場で剣道を学んでいたケンエーに一度も勝てなかったことからケンエーをライバル視し、陴威窠斗の一年戦争のころにはケンエーの目標の存在だった内海を応援していた。1983年、陴威窠斗と廣島連合の衝突に呼応して抗争に参戦、「濁りの巣」ではギッチョや内海らと共にケンエー一派を制圧、内海の死の現場に居合わせケンエーと共に検挙された。
その後鎖国島に入り、東側の一員として真清を「王様」にするため陰日向なく支え、1983年の鬼祭りでは応援に来たウッチーから愛用の木刀と土産のダッチワイフを受取った。鬼祭り後、内海を殺したことを後悔し鎖国島の平和を願うケンエーに共鳴し、ケンエーの「野望」に協力するようになる。1984年の鬼祭りでは脱出船の操船を任され、ギッチョらと共に本土へ脱出。本命の恋人・茜と最後の別れを済ませ、三浦と中尾の確保に協力し鎖国島へと帰っていった。1990年には島内で床屋を経営している。2014年にも健在と示唆されている。
ウッチー / 大内 光夫（おおうち みつお）
廣島Night's初代副総長、後に二代目総長。ガネを心から慕っており、ドッチがナイツに出入りしていた縁からギッチョ軍団やフレイヤと仲がいい。
ガネや市川と共に「濁りの巣」抗争に参戦、その後鎖国島に渡ったガネの後を引き継いで二代目総長となり、1983年の鎖国島鬼祭りの際は、ギッチョ軍団と共に島へ侵入しガネに加勢した。1984年にチームを七代目陴威窠斗に次ぐ規模にまで成長させた後引退、三代目を市川に譲った。
市川（いちかわ）
廣島Night's初代幹部。ガネと同じく女好き。「濁りの巣」抗争では警察の介入に対してウッチーと共に殿を引き受け、逃げ切っている。『BADBOYS』にも三代目総長として登場する。

### 鎖国島

#### 東側
原 真清
ハンニャ / 虎鮫 茂
マンバ / 望月 隆
以上、#鬼祭り四天王を参照。
ガネ / 小金沢 務
#廣島Night'sを参照
丸っぺ / 北丸 薫
吉弘 充行
ギザ
ウルメ
ンア
以上、#廣島連合を参照。

#### 西側
雛石 顕治
陴威窠斗#初代を参照。
ケンエー / 雛石 顕映
金田 勝一
コン / 近藤 裕二
以上、陴威窠斗#五代目を参照。
渥美 政成
荒木 健豪
以上、陴威窠斗#四代目を参照。
三浦 治
中尾 鷹彦
以上、#極楽蝶を参照。

#### ギッチョ派
ギッチョ / 佐川 義
アキラ / 藤永 晃
以上、#ギッチョ軍団を参照。

#### 花山派
花山 靖
#鬼祭り四天王を参照。
牛山 玄造
陴威窠斗#初代を参照。

#### 反西側派
東 紳彌
下平 崇
以上、#廣島連合を参照。

#### 県外出身者
犬飼 友栄（いぬかい ゆうえい）
福岡市出身。広島県外から集められた最初の「鬼」の一人。喧嘩が強い上に極めて凶暴で、福岡県内だけでなく九州全域にまで「狂犬」の悪名が轟いていた。
1983年12月24日深夜、加来・堤・田尾・樋口と共に鎖国島に送られ、先立って一人で島に上陸。東にそそのかされる形で東側のアジトに一人で殴りこみ、本気を出した真清と互角のタイマンを演じ、互いに実力を認め合い親友同士になった。その時の雰囲気が亡くなった内海鄭司に似ていたことから、内海を殺した自責の念から平和な国を作ろうとするケンエーを、真清やギッチョ、ガネと繋げる大きなきっかけとなった。その後は東側の一員として様々な行動・作戦に加わり、84年の脱出作戦にも参加したが、最終的には本土に向かう理由がない人間を島内に押し留める役割を担った。
加来 頼人（かく らいと）
北九州市出身。広島県外から集められた最初の「鬼」の一人。普段は臆病で大人しいが衝動を抑えられない性格で、強姦や窃盗の常習犯だった。
1983年12月24日深夜に鎖国島に入り、以降は堤・田尾と行動を共にするようになる。島入りの直後に樋口がマンバを気絶させ、口封じのために居合わせたハンニャも昏倒させた後西側に身を寄せ、堤・田尾と3人で改めてハンニャを殺害しようとしたところを花山に見つかり、激しい制裁を加えられて無理矢理引き出される形で母との面会に連れてこられた。帰島後、内田と榊原に島が支配されたことを知り、二人に顔を知られていない状況を生かし、堤と田尾の協力を得てどちら側にもつかない「ジョーカー」として身を隠した。
1984年の脱出計画では、鎖国島に平和な国を作るというケンエーの遺志に共鳴、コンを殺された怒りで殺戮を繰り返し我に返ったギッチョを、鎖国島で生きるために本土で大切な人との別れを済ませてこいと説得した。
堤（つつみ）
埼玉県出身。広島県外から集められた最初の「鬼」の一人。実家の児童養護施設「百合園」で母と共に子供の世話や不良少年の矯正に従事していたが、引き取られてきた樋口に母を強姦され、仇を討つため親友の田尾と共に鎖国島へ入った。
1984年の脱出騒動で、ギッチョと金田に倒されてから復活した樋口を刺したが、ギッチョに説得されてとどめは刺さず、そのまま島に残った。自分と母のしていた仕事を誇りに思い、本土にいたころから自分達のような人間が共存できる場所を作るという夢を持っていた。そのため脱出騒動ではケンエーの遺志に早くから共鳴している。
田尾（たお）
埼玉県出身。広島県外から集められた最初の「鬼」の一人。常にバンダナをしており、堤とは島入り前からの親友同士で、常に行動を共にしている。
王様を目指して鎖国島へ来たわけではないため、入島後は西側に身を寄せて大人しくしていたが、樋口がマンバを昏倒させたために成り行きでハンニャを気絶させ、口封じにハンニャを殺そうとして花山に見つかり、加来・田尾と3人で長期間に亘って制裁・暴行を受けた。花山と加来が面会で島を離れている側に西側に救出され、復讐を誓って堤と共に正式に西側の一員となったが、その後花山に挑むことはなかった。

#### 「狂」メンバー
木岡 徳（きおか とく）
大阪府出身、「狂」メンバー。金髪を刈り込んだ髪型で、目元が暗く眼が細い。チームの中でも一目置かれる存在で、馬野・赤坂と常に行動を共にしている。ギッチョと真清、赤坂からは「徳ちゃん」と呼ばれる。
自分と赤坂の恋人、自分の妹で馬野の恋人である木岡杏の3人を拉致監禁し強姦、杏を行方不明にした速水を追って、1984年に赤坂・馬野と共に鎖国島に入る。入島早々速水と衝突し、その衝突に介入してきた犬飼を介して東側の一員となったが、その後西側への襲撃に失敗して重傷を負い、内田・榊原の支配下で長期間治療に専念していた。
1984年の鬼祭りでは速水一派を襲撃するため脱出計画に参加しなかったが、杏が殺害されたことを知って予定を変更。馬野・赤坂と共に速水を拉致して広島本土経由で大阪へ帰還、「狂」に集合をかけ遺体を埋めた場所を吐かせた後処刑し、翌朝、杏の遺骸の一部と共に3人で鎖国島へ戻ってきた。
馬野 葵（うまの あおい）
大阪府出身、「狂」メンバー。年齢は徳・赤坂の1歳下で、馬ちゃんと呼ばれている。杏の行方を追うため鎖国島へ入った。1984年の鬼祭りの時に門林を襲撃し、杏が殺害されたことを知って激昂し門林を殺害した。
赤坂 紀之（あかさか のりゆき）
大阪府出身、「狂」メンバー。徳と同い年で、顔に大きな痣がある。恋人を速水グループに拉致・強姦され、復讐と杏の行方を突き止めるため徳・馬野と共に復讐のため、鎖国島入りする。真清と共に西側を襲撃した際には門林の相方を殺害している。
速水 翼（はやみ つばさ）
大阪府出身、「狂」メンバー。常に魚住を従えていて、二人で「水魚コンビ」と呼ばれている。
強姦などの常習犯で性行為の際に女の首を締める性癖のため「狂」の中でも制裁の対象となっていたが、魚住の存在により難を逃れ続けていた。木岡徳の妹で馬野葵の彼女である木岡杏らを拉致監禁し強姦、杏を殺害して山の中に埋め、警察や追手から逃れる形で魚住、門林、門林の相方と4人で鎖国島へ入った。
島では西側の一員となり、内田・榊原と共に悠々自適な生活を送っていた。1984年の鬼祭りと脱出作戦の遂行には協力せず、成果を無理矢理横取りするかのように脱出船に乗り込んだが、杏を殺害したことが徳ら3人に知られ拉致される形で本土へと連れて来られ、大阪で杏の遺体を埋めた場所を吐かされた後、「狂」メンバーが見守る中で徳ら3人により生き埋め惨殺された。
魚住 駆（うおずみ かける）
大阪府出身、「狂」メンバー。坊主頭で両方の眉根に傷痕がある。
速水翼に盲目的に付き従っており、速水に敵意を向けられると激昂する。犬飼と互角の実力を誇るほど喧嘩が強く凶暴な性格だが、強姦などの趣味はなく速水の行き過ぎた行動を制止することも多いため、チームでは速水ほどの問題児ではないと見なされていた。喧嘩の時には棘つきのメリケンサックを装着する。
鎖国島に入った後は西側の一員、速水のボディガードとして働き速水の脱出を手助けしていた。1984年の鬼祭りが終わり速水が死んだ後も島に残り、1990年には犬飼と親友になっている。
門林（かどばやし）
大阪府出身、「狂」メンバー。相方と共に徳・馬野・赤坂と同じ職場で働いており、木岡杏に惚れていた。徳らへの劣等感が速水と共鳴し、杏らの強姦と杏の殺人に関与、速水らと4人で鎖国島へ逃げこんだ。1984年の鬼祭りで馬野に襲われ、「相方も死んだし殺し合いの生活に疲れた、死んだ杏はもう帰ってこないから仲良くしよう」と告げたことで逆上され、その場で殺害された。

#### 寄生族
樋口（ひぐち）
広島県外から集められた最初の「鬼」の一人。スキンヘッド、肥満体の巨漢で、分厚い脂肪のために腹を殴られても全く効かず、短い刃物で刺されても内臓まで届かない。電化製品を改造して大量の乾電池と繋いだ自作のスタンガンを常に携帯している。常に無表情で発する言葉は「もわ〜」のみ、間近で嗅いだ他人を気絶させるほどの口臭を放っている。性欲が強く大量の精液を放出する。
堤の母が運営する埼玉県の施設「百合園」に預けられていたが、堤の母を強姦し東京都花神町のドンばーの所へと追い出され、花神町でも窃盗や地元の不良少年のトラブルを引き起こし続けたため、ドンばーの判断で鎖国島へと送られた。
1983年12月24日深夜に加来らと共に鎖国島へ入島、様子を窺いに来たマンバをスタンガンで昏倒させ、一時西側に身を寄せるもすぐに単独行動を取るようになり、寄生族の物資を横取りしていた東と下平を倒したことで寄生族から「王様」と崇められるようになった。1984年に内田と榊原が島を支配した後には、寄生族が支配に協力したこともあって二人と友好な関係を築き、悠々自適な生活を送っていた。
初めて荒木と顔を合わせた時に脳天を割られ、以来荒木に対して激しい憎悪を抱いている。1984年の鬼祭りに乗じた脱出騒動では寄生族と共に運営側につき、牛山の言葉が理解できるとして歩み寄ろうとしたが、「お前が何を言ってるか解らない」と牛山に拒絶されて脳天を割られ、激怒し暴走。牛山に代わって立ち塞がった荒木と雛石兄弟を麻痺させ、ケンエーを間接的に殺害、ギッチョと金田に倒された。その後しばらくして復活し堤に刺され、港に向かって歩いていたところを北丸蛍の流れ弾に撃たれ、脱出船の出港を見送るように倒れ命を落とした。
子供のころから異様な風体でコミュニケーションをとれなかったため誰からも愛されず、一般社会だけでなく鎖国島の中でも孤立、亡くなった時にはギッチョから「何処にも居場所がない自分たち欠陥人間の化身」と言われていた。
ドングリマナコ
寄生族の代表的存在。名前の通りドングリマナコ。本名は不明。
小学校時代からギッチョの三姉・夢に想いを寄せ、後をつけ回していた。1979年には佐川家に何かがあると黒ヶ丘を走り回り、真清や花山にその事態を伝えていた。1983年、思い余って夢を強姦しようとして失敗、腹いせに通りかかった女児に乱暴して瀕死の重傷を負わせ、鎖国島へ送られた。
鎖国島では寄生族として西側の一員となっていたが、ギッチョの入島と時を同じくして東側に寝返った。しかし83年の鬼祭りで、寄生族を率いて西側の荒木だけでなく東側の真清らまで狙ったため、鬼祭りの後は島内に居場所がなくなり、ケンエーの支援を受けながら細々と生活を送っていた。それから一時東と下平の支配下に置かれたが、誰とも繋がらず誰ともコミュニケーションをとらない樋口を一方的に「王様」と崇め、配下としてつき従うようになった。

#### 松尾派
松尾 安三（まつお やすぞう）
元廣島連合二代目総長。松尾永一の孫。坊主頭に肥満体で、一見して人当たりのいい陽気な人物だが、卑劣・残虐な顔を裏に隠している。
1979年、虎鮫金次郎と真塚拓郎、廣島連合初代総長の村越宏明と恋人あやを殺害し、少年院に収監された後繰り上がりで刑務所に収監された。出所後の1984年10月、祖父の手引きで鎖国島に入り、先立って島を支配していた内田と榊原に代わって島の支配者となったが、殺し合いが日常的に行われ、弔われないままの無数の屍が死体置き場に放置される島の生活に恐怖。同年の鬼祭りでの脱走を巡る殺し合いを目の当たりにして、島を出たら更生すると永一に懇願して島を離れ、ひとり本土へと戻っていった。
本土に戻った後はヤクザとして名を馳せたが、1990年、（別組織にて同じくヤクザとなっていた）「廣島連合三代目総長・山方」「四代目総長・五島」両名により（村越の復讐として）殺害された。不良になったきっかけは、中学生時代に自分をいじめていた金田勝一の兄・みつおに反撃し叩きのめしたことだった。『BADBOYS』『BADBOYS グレアー』にも主に回想シーンに登場する。
内田 光（うちだ ひかる）、榊原 忠（さかきばら　ただし）
元廣島連合メンバー。松尾安三の舎弟。中学生の時に安三に反抗した友人を殺害し、以来松尾専属の「殺し屋」として働いていた。
島の有力者が保護者との面会で留守にしている1984年正月に、安三が島を支配するための地ならしとして永一の手で鎖国島へ送りこまれた。圧倒的な戦闘力で雛石兄弟不在の西側を乗っ取って東側へ侵攻し、東側の古参幹部全員を捕虜にして瞬く間に島を支配。同年の鬼祭りでは運営側のヤクザと共に脱出者の鎮圧に当たり、暴走するギッチョと金田に危うく殺されかけた。脱出騒動が終わった後は二人で島に残り、島の生活に馴染んで誰と争うこともなく平和を満喫している。『BADBOYS グレアー』にも回想シーンに登場する。

#### 運営者
松尾 永一（まつお えいいち）
鎖国島管理人。松尾安三の祖父。暴力団と深い繋がりを持ち、ビルを持っているなど少なくない資産を築いている。不良少年の自立支援者の集まり「花畑の会」の一員。
1979年、安芸灘の私有地の島に不良少年の隔離施設としての「鎖国島」を立ち上げた。その後は鎖国島に入る「鬼」のリストアップと本人・保護者への勧誘を行い、所有の船「松乃丸」で入島する人間や配給の食料品などを島へ送り届けている。
鎖国島を立ち上げた目的は「鬼」である安三の安住の地を作るためだったが、安三が島の殺し合いと1984年の脱出騒動に恐怖し本土に戻りたがったため、島から解放し再び広島へと送り届けた。その脱出騒動では、本土の港に戻ってきた脱出者の姿に同情した様子を見せ、協力者のヤクザが全員を殺害しようとしたところを庇い、何の制裁も課さず鎖国島に戻している。
1990年の安三の死去を受けて一度鎖国島の運営から手を引こうとしたが、安三と自分の罪の償いとしてその後も長年に亘って運営を続け、2014年、体力が限界を迎えたとして事業を引き継ぎ引退した。
小野寺 慎
陴威窠斗#初代を参照。
北丸 蛍（きたまる けい）
丸っぺの兄。真清の3歳上で、小学生のころから真清と対立し続けていた。1979年にヤクザとなる。11月3日、雛石顕治に自分の女・ユカリの耳を切り落とされ、雛石の謀略で真清と花山が犯人だと思い込まされて二人の命を狙い、激昂のあまり検挙に来た警官を殺害したことから逮捕・収監された。その後1984年の鬼祭りの時に松尾の手引きで管理者として鎖国島へ入り、真清と花山に勘違いで命を狙ったことを詫びた後、アサルトライフルで雛石の命を狙いケンエーと樋口を射殺した。

### その他
小松（こまつ）、岡田（おかだ）、安井（やすい）
真清・ハンニャ・マンバの後輩でFREYJAメンバー。フレイヤ三人衆とも呼ばれる。1979年に真清らが検挙され、1983年に鎖国島へ送られた後もチームを守り続けていたが、1984年、フレイヤは真清あってのものだとしてチームを解散させた。1983年の鬼祭りの時にコージらと共に鎖国島へ渡ろうとしていたが、警察の追跡を引きつけるためにコージらと離れ、島へは渡らなかった。1990年にはそれぞれ結婚し子供もいる。
一条 茜（いちじょう あかね）
ガネの恋人1号。気の強い性格で他の2人の恋人と共に積極的にガネに想いを寄せている。1984年にガネが本土へ脱出してきた時に子供を作り出産、ガネのライバルから名前を取って「ケンエー」と名付け、シングルマザーとして一人で育てている。
小川（おがわ）
マリの父親。青空町で鬼祭りの運営を取り仕切っており、会長と呼ばれている。保護司をしており、地元の不良少年を鬼祭りの鬼役にあてがい、地域活動に貢献させることで更生に役立てようとしている。
小川マリ（おがわ マリ）
小川会長の娘。鬼祭りの際には運営の手伝いをしている。性に奔放で、ハンニャや三浦・中尾とも関係を持っているが、中でもハンニャのことが一番気に入っている。ギッチョ軍団と極楽蝶を引き合わせるきっかけを作った。1983年の鬼祭りの際には、ハンニャを追ってガネの恋人2号・3号と共に鎖国島に入島しようとしていた。
ドンばーちゃん
東京都花神町にて不良少年たちの世話をしている老婆。『莫逆家族』から登場。「花畑の会」の一員、松尾永一の昔馴染み。1983年、武器を作って近隣で窃盗を働き続け、誰とも馴染まず火野鉄ら地元の不良少年と一触即発の状況に陥った樋口を、鎖国島へ放逐した。樋口を送りだして30年以上経った2014年現在も健在。

## 作中用語
鎖国島（さこくじま）
「鬼」と呼ばれ一般社会に居場所のない更生不能な少年を収容した、安芸灘に浮かぶ私有地の孤島。かつては人が居住し町を形成していたのか、島内には数多くの空家が存在する。松尾永一が暴力団の協力を得て、1979年に事業として立ち上げた。
島に入る条件は、更生の見込みがなく一般社会にいると他人に害を及ぼし続ける人間（「鬼」）であり現実的な夢を持っていないこと、本人が島行きを希望していること、保護者による定期的な費用の振込があることの3点。一度入島した少年は、二度と本土へ戻ることはできない。申し込みの窓口は広島市内のお好み焼き屋「エコエコ」。
一般社会の法律は適用されず、年1回開かれる「鬼祭り」の覇者「王様」によって島が支配される決まりになっている。島の東端にある洞窟は死体置き場となっており、島内で死んだ「鬼」の無数の屍が収容されている。
島内の食糧や日用品は松尾からの配給によって賄われる。保護者からの入金が減ると配給も少なくなり、また松尾に逆らった、脱走を企てたなどのペナルティとして強制的に配給を減らされることもある。年に一度、松尾に認められた者のみ保護者との面会が許され、鎖国島と本土の中間に位置する島にて家族と会うことが出来る。
1983年当時の鎖国島は、港から島の中央部へ続く小道を境に、原真清をリーダーとし主に四代目廣島連合のメンバーで構成される「東側」と、雛石顕治をリーダーとし四代目廣島連合・五代目陴威窠斗に反目・反逆していた人間で構成される「西側」に分かれて抗争を繰り広げており、小道の奥の丘の上の邸宅に「王様」花山靖が住んでいた。寄生族は西側・東側それぞれの管理下に置かれ、武闘鬼に虐げられる生活を送っていた。
1983年の鬼祭りで雛石顕治が王様となった後、減り過ぎた島民を補充するため広島県外からも「鬼」が集められるようになる。1984年に内田光と榊原忠が島を統一したことで表面上抗争がなくなり、同年の鬼祭りに乗じた脱出事件をきっかけに島民の意識が変化。1990年には抗争のない平和な「国」になり、配給と農業と漁業を中心に、煙草を貨幣がわりにしたひとつの経済圏を形成、「王様」も希望者同士が一対一で殴り合って決める形式に変わった。
1984年以前にも鬼たちに廃棄物処理や農業に従事させようとする動きはあったが、抗争を繰り返していたためほとんど定着していなかった。
武闘鬼
極めて暴力的な理由で島送りになった不良少年。各地の暴走族の幹部が多く、抗争においても主戦力となっている。
寄生族
不良少年ではないが小児性愛などのため一般社会不適合となった「違う意味での鬼」。戦闘力がないため武闘鬼の管理下で虐げられながら生活しており、鬼祭りにおいては兵隊として駆り出されている。武闘鬼に反感を抱いており、反逆のチャンスを窺っている。
1984年には樋口をリーダーとした新勢力となり運営側についた。樋口の死後は武闘鬼と異なる生活圏を持って共存するようになり、中には男娼となっている者もいる。
鬼祭り
毎年10月に開かれる「王様」を決定する祭。事前に登録した参加者が合図と共に港を出発し、女神岩に置かれた御札を取ってそれを松尾に届けた者が勝者となり、今後1年間の王様となる。登録した参加者がリタイアした場合は、その血縁者に限って代わりに参戦することができる。
祭においてはあらゆる妨害行為が認められているため、各陣営による様々な妨害工作が行われ、多数の死者・重傷者が発生していた。決着がついた後は島民全員が集められ、運営側主宰で焼肉パーティーが開かれる。
王様
鬼祭りの覇者で、鎖国島の支配者。島の法律を作る権利と丘の上の邸宅に住む権利が与えられる。名目上の支配者ではあるが無条件の絶対権力者ではなく、島内の様々な勢力に常に命と地位を狙われている。
1990年には決める方式が変わり、闘技場（旧真清宅）にて希望者同士が一対一で殴り合いその勝者が座に就くようになった。決闘は島民が観戦する中で行われ、観客はどちらが勝つかに煙草を賭ける。

鬼祭り（黒ヶ丘町）
毎年10月、黒ヶ丘町にて開催される奇祭。鬼に扮した少年が先端がささらになった竹の棒を持ち、子供を追い回し捕まえて叩く。鬼の中でも、最強の赤鬼「サクラ」、最も足の速い緑鬼「ハヤブサ」、般若面の「ハンニャ」、最も怪力の「マンバ」は四天王と呼ばれている。鬼役には青空町など近隣の町から集められた不良少年があてがわれ、更生に役立てられている。
1983年の鬼祭りでは『BADBOYS』のメインキャラクターが、1990年の鬼祭りでは『BADBOYS グレアー』のメインキャラクターが、それぞれ追い回される子供の中に登場している。
陴威窠斗（ビイスト）
虎鮫金次郎が旗揚げしたチーム。1979年当時は金次郎が率いていた。絶対的な存在だった金次郎亡き後数年間内部抗争が激しくなり、1982年に内海鄭司が「一年戦争」と後に呼ばれる跡目争いを制して五代目総長に就いたことで、チームが安定した。
内海がこの世を去った後、初代以来の古参メンバーだった下畦勉が六代目副総長、1984年に七代目総長となりチームを広島最大の規模にまで拡大した。しかし1986年、当時中学生だった段野秀典にタイマンで敗れて放逐され、そのまま段野は八代目を襲名。結果陴威窠斗は更に成長し、1990年には名実ともに広島最大最強の暴走族となった。
廣島連合（ひろしまれんごう）
広島最大の暴走族。様々なチームの連合体で、初代総長・村越宏明の時代には一時広島の統一を成し遂げていた。1983年に四代目総長・五島が引退すると勢力を失い、そのまま自然消滅した。
村越の愛車だったカワサキ・Z400FXは三代目総長・山方を経て五島に受け継がれ、やがて「伝説の単車」として広島の暴走族に語り継がれるようになった。
極楽蝶（ごくらくちょう）
岩田章が旗揚げしたチーム。1979年当時は陴威窠斗とライバル同士で頻繁に衝突していた。1983年には四代目総長・三浦治と副総長・中尾鷹彦のために悪評高いチームになったが、「濁りの巣」抗争の後二人は放逐され、内海鄭司の愛車だったホンダ・CBX400Fを受け継いだ佐川義（ギッチョ）が五代目となり一目置かれるようになった。その後間もなくギッチョが広島を去ったため、フレイヤの後押しを受けた谷健太郎（タニケン）が強制的に六代目を継承させられた。1990年には八代目・桐木司のもと少数精鋭のチームとして名を馳せており、CBXも受け継がれている。
廣島Night's（ひろしまナイツ）
小金澤務（ガネ）が旗揚げしたチーム。1983年にガネが広島を去った後、初代メンバーだった大内光夫が二代目を、後に同じく初代メンバーの市川が三代目を継承し、陴威窠斗に次ぐ規模のチームに成長。1990年、四代目・杉本博和の時代には、八代目陴威窠斗、八代目極楽蝶と合わせてTOP3と称された。
FREYJA（フレイヤ）
原真清が1979年に旗揚げした青空町のチーム。丹下左膳をモチーフにした尖った十字形のシンボルマークを用いている。真清の幼馴染みの虎鮫茂（ハンニャ）と望月隆（マンバ）、3人の1年後輩の小松・岡田・安井と6人だけの小さなチームで、真清・ハンニャ・マンバがいなくなった後に真清の4年後輩の山本浩司（コージ）が加わった。
コージの幼馴染の縁から、二代目ナイツや五代目・六代目極楽蝶と友好的な関係にあった。1984年、真清らが広島に帰ってこないのを受け、小松らの意志でチームは解散された。フレイヤとは北欧神話の女神の名前。
狂（きょう）
大阪の大手暴走族。関西中に悪名を轟かせている。1990年にも健在で、名前を騙った僭称「狂連合」も登場するなど、存在感を見せている。

## 書誌情報
- 田中宏『女神の鬼』講談社〈ヤンマガKC〉、全29巻
  1. 2005年12月6日発売[1]、ISBN 978-4-06-361406-0
  2. 2005年12月6日発売[4]、ISBN 978-4-06-361407-7
  3. 2006年4月6日発売[5]、ISBN 978-4-06-361441-1
  4. 2006年8月4日発売[6]、ISBN 978-4-06-361467-1
  5. 2006年12月6日発売[7]、ISBN 978-4-06-361507-4
  6. 2007年4月6日発売[8]、ISBN 978-4-06-361544-9
  7. 2007年8月6日発売[9]、ISBN 978-4-06-361578-4
  8. 2007年12月6日発売[10]、ISBN 978-4-06-361626-2
  9. 2008年4月4日発売[11]、ISBN 978-4-06-361658-3
  10. 2008年8月6日発売[12]、ISBN 978-4-06-361705-4
  11. 2008年12月5日発売[13]、ISBN 978-4-06-361739-9
  12. 2009年4月6日発売[14]、ISBN 978-4-06-361773-3
  13. 2009年8月6日発売[15]、ISBN 978-4-06-361812-9
  14. 2009年12月4日発売[16]、ISBN 978-4-06-361852-5
  15. 2010年4月6日発売[17]、ISBN 978-4-06-361879-2
  16. 2010年8月6日発売[18]、ISBN 978-4-06-361920-1
  17. 2010年12月6日発売[19]、ISBN 978-4-06-361967-6
  18. 2011年4月6日発売[20]、ISBN 978-4-06-382024-9
  19. 2011年8月5日発売[21]、ISBN 978-4-06-382060-7
  20. 2011年12月6日発売[22]、ISBN 978-4-06-382107-9
  21. 2012年4月6日発売[23]、ISBN 978-4-06-382153-6
  22. 2012年9月6日発売[24]、ISBN 978-4-06-382211-3
  23. 2012年12月6日発売[25]、ISBN 978-4-06-382240-3
  24. 2013年3月6日発売[26]、ISBN 978-4-06-382280-9
  25. 2013年8月6日発売[27]、ISBN 978-4-06-382333-2
  26. 2013年12月6日発売[28]、ISBN 978-4-06-382383-7
  27. 2014年4月04日発売[29]、ISBN 978-4-06-382447-6
  28. 2014年8月6日発売[30]、ISBN 978-4-06-382509-1
  29. 2014年12月5日発売[31]、ISBN 978-4-06-382536-7